# Food for Profit
Food For Profit un documentario del 2024 scritto e diretto da Giulia Innocenzi e Pablo D'Ambrosi.

## Trama
Nel documentario vengono mostrati, tramite un finto lobbista con telecamera nascosta, i legami tra l'industria della carne, le lobby e il potere politico. Al centro ci sono i miliardi di euro di fondi pubblici che l’Europa destina agli allevamenti intensivi, che maltrattano gli animali, inquinano l’ambiente e rappresentano un pericolo per future pandemie.
In questo documentario investigativo con approccio cinematografico, Giulia Innocenzi e Pablo D’Ambrosi ci guidano in un viaggio illuminante e scioccante in giro per l’Europa, dove si confronteranno con allevatori, multinazionali e politici. Con loro una squadra di investigatori che ha lavorato sotto copertura negli allevamenti dei principali paesi europei, svelando la realtà che si cela dietro le eccellenze della produzione di carne e formaggio. A Bruxelles, un lobbista è riuscito a portare con sé una telecamera nascosta là dove le decisioni vengono prese, raccogliendo informazioni sconvolgenti.

## Distribuzione
Il documentario è stato proiettato per la prima volta al Parlamento europeo a Bruxelles il 22 febbraio 2024 per volere degli eurodeputati Ignazio Corrao (Italia), Tilly Metz (Lussemburgo) e Francisco Guerreiro (Portogallo), e poi presentato in diverse sedi istituzionali, dal Parlamento italiano ai Consigli regionali. A partire dal 14 marzo dello stesso anno, il film è stato distribuito nei cinema italiani e poi esportato (a partire dal 6 giugno) anche in Spagna
Il 5 maggio 2024 è stato oggetto di una puntata di Report su Rai 3.
A partire dal 19 luglio 2024 Il documentario è disponibile anche in DVD e streaming su varie piattaforme, come Youtube, Apple TV, Tim Vision, Google Play, Prima Video e OpenDDB

## Conseguenze
A seguito delle reazioni suscitate dall'inchiesta, alla segretaria del PD Elly Schlein è stato chiesto di non ricandidare alle prossime elezioni europee Paolo De Castro, il quale, secondo Transparency International, è stato uno degli eurodeputati con più incarichi retribuiti fuori dal parlamento e che ha ricevuto soldi dalle stesse aziende sulle quali doveva votare e prendere decisioni. Dopo 15 anni di carriera al Parlamento Europeo, l'ex due volte ministro dell'agricoltura ha deciso di non ricandidarsi e tornare ad insegnare all'Università di Bologna.
Stessa sorte è accaduta all'eurodeputata spagnola Clara Aguilera, della commissione agricoltura e molto vicina all'industria della carne, le cui dichiarazioni alla telecamera nascosta sono diventate virali e trasmesse anche dalla tv spagnola. Avrebbe pronunciato la frase «Non mi interessa del benessere di conigli, polli o gatti, me li mangio comunque»; anche in questo caso è stato chiesto a Cristina Narbona, presidente del partito socialista, di non ricandidarla, e anche lei ha scelto di non scendere in campo, buttandosi sul settore privato.